# Kentbrooksite
La kentbrooksite è un minerale appartenente al gruppo dell'eudialite.